# My Life with the Walter Boys
My Life with the Walter Boys är en amerikansk romantisk dramaserie vars första säsong består av tio avsnitt. Serien hade premiär den 7 december 2023 på strömningstjänsten Netflix. Serien är en skapad av Melanie Halsall som även medverkat i skrivandet av manus, som i sin tur är baserat på  Ali Novaks roman från 2014 med samma namn.

## Handling
Serien kretsar kring 15-åriga Jackie Howard (Nikki Rodriguez) som efter en olycka tvingas lämna lämna Manhattan för att flytta till Colorado och bo tillsammans med en familj med 12 pojkar.

## Rollista i urval
- Nikki Rodriguez - Jackie Howard
- Ashby Gentry - Alex Walter
- Noah LaLonde - Cole Walter
- Sarah Rafferty - Dr. Katherine Walter
- Marc Blucas - George Walter
- Corey Fogelmanis - Nathan Walter
- Jaylan Evans - Skylar Summerhill
- Connor Stanhope - Danny Walter
- Zoë Soul - Haley Young
- Johnny Link - Will Walter
- Alisha Newton - Erin